# 赤毛のレドメイン家
『赤毛のレドメイン家』（あかげのレドメインけ、The Red Redmaynes）は、イーデン・フィルポッツの長編推理小説。1922年刊行。1920年代の欧米における「本格推理小説黄金時代」の傑作群のひとつに数えられる、古典推理小説。
イングランド・ダートムーアとイタリア・コモ湖畔を舞台に、レドメイン一族を標的におこる連続殺人事件、およびロンドン警視庁の若手刑事マーク・ブレンドンと、初老の探偵（かつてのニューヨーク市警察の刑事）ピーター・ガンズの捜査を描く。

## 主な登場人物
- マーク・ブレンドン - ロンドン警視庁の刑事。
- ジェニー・レドメイン - 休暇中のブレンドンがダートムーアで出会った赤髪の女性。
- ロバート・レドメイン - ジェニーの叔父。元大尉。
- アルバート・レドメイン - ジェニーの叔父。書籍蒐集家。
- ベンディゴー・レドメイン - ジェニーの叔父。貨物船の元船長。『白鯨』の愛読者。
- マイケル・ペンディーン - ジェニーの夫。元貿易商。
- フローラ・リイド - ロバートの戦友の妹で、ロバートの婚約者。地方劇団の役者。
- ジゥゼッペ・ドリア - ペンディゴのモーターボートの運転手。イタリアのドルチェアックアの旧家の出身。ギリシャ彫刻のような美貌の持ち主。
- アスンタ・マルツェリー - アルバートの家政婦。未亡人。
- エルネスト - アスンタの弟で、アルバートの下僕。
- ヴィルジリオ・ポジー - アルバートの親友で、愛書家。
- ハーフヤード - プリンスタウン警察署の署長。警部。
- ダマレル- ダートマス警察署の署長。警部。
- ピーター・ガンズ - アルバートの友人で、アメリカ人。ニユーヨーク市警察の元刑事。

## 提示される謎
- 死体なき殺人

## 評価
フィルポッツは元来田園小説などで高い評価を得た作家であるが、20代半ばで出した初めての著書、中篇『特急フライングスコッツマン』でミステリに挑戦するなど、はやくからこのジャンルに関心を持っている、還暦を前にした1921年「灰色の部屋」を発表するなど、1920年代になってから量産をするようになった。その背景として、第一次世界大戦による価値観や善悪の基準の変動もあったと言われている。そんな中で、「赤毛のレドメイン家」は充実した風景描写、また恋愛が物語と有機的に絡み合って効果をあげた点、刑事たちの人間味や犯人の性格などの確かな描写によって、高く評価されている（恋愛が物語展開と深く結びつき、探偵役の人間味が描かれている点は1913年のE・C・ベントリー作『トレント最後の事件』と共通する）。
日本では江戸川乱歩が高く評価したことで、古典本格推理小説としての評価を確立。乱歩は当作を高く評価しただけでなく、1936年に当作の翻案作品『緑衣の鬼』を発表している（緑は赤の補色である）。
乱歩がこの作を高く評価した背景には、探偵小説はただのパズル文学ではなく。犯罪にまつわる悪の要素にあると考えていたことがあり、横溝正史『本陣殺人事件』を評した以下の表現に現れている。
ただし、乱歩没後に圧倒的評価は下がって来ており、そこにはミステリの多様化による特定のジャンルや作品の突出した評価が得られにくくなっている現状があるようである。海外でもヴァン・ダインの評価を除けば、一般的には無視されて来ている。ただし、フィルポッツのミステリにはパズル要素よりも人物・背景の描写や雰囲気作りであり、その後のミステリの発展傾向を予見していた部分も見られる。

## 日本語訳小史
1922年発表の作品だけに、第二次世界大戦前から井上良夫の翻訳によって紹介されていた。この井上訳は終戦後の1950年、雄鶏社の「雄鶏みすてりーず」で『赤毛のレドメイン』として再刊されており、縮訳版ながら歴史的なものである。井上はフィルポッツ作品では他に『闇からの声』も翻訳している。
最初の完訳版となったのは、1956年6月、新潮社「探偵小説文庫」の1冊として刊行された『赤毛のレドメイン家』で、翻訳は橋本福夫（橋本は同書の解説でやや控え目に、最初の完訳版だと述べている）。橋本版は58年9月に新潮文庫に編入されて長く親しまれた。橋本は後に『闇からの声』や『灰色の部屋』『溺死人』（すべて創元推理文庫）も翻訳、日本でのフィルポッツ紹介に功があった。
橋本版刊行以後、60年代にかけて多くの叢書からの翻訳が相次いで刊行される。まず橋本版の初出直後の1956年9月、東京創元社「世界推理小説全集」で大岡昇平訳による『赤毛のレッドメーン』刊行、1959年、同叢書の普及文庫版として創刊された創元推理文庫にも同年6月に『赤毛のレッドメーンズ』として加わった。
1961年3月には中央公論社「世界推理名作全集」に『赤毛のレドメイン家』として収められる。翻訳は宇野利泰（彼は翻訳家生活初期にフィルポッツ作品『医者よ自分を癒せ』を訳した経験を持つ）。宇野版は1962年9月、同叢書の普及版「世界推理小説名作選」にも加わる。更に1970年10月には、創元推理文庫に新版として編入されており（それまで同文庫で親しまれた大岡版『赤毛のレッドメーンズ』は絶版となる）、宇野版・創元推理文庫新版はその後50年近くにわたって版を重ねることとなる。
一方、1962年に東都書房で「世界推理小説大系」が刊行されており、同叢書にも荒正人訳で『赤毛のレドメイン一家』として収められている。同じ巻にはやはり荒の訳で『闇からの声』も収録された。1977年10月、荒版は『赤毛のレドメイン家』に改題して講談社文庫に収められた（荒版『闇からの声』も翌1978年同文庫に収められたが、現在は絶版）。
角川文庫でも、1963年5月に『赤毛のレッドメーン家』として赤冬子の訳で刊行された。
1999年、集英社文庫で「乱歩が選ぶ黄金時代ミステリー」シリーズの刊行が始まり、本作も実に36年ぶりに安藤由紀子による新訳が刊行された。
以上の日本語版は全て刊行後年を経た後に絶版となり、先述の宇野版・創元推理文庫新版が長く唯一の日本語版として親しまれていたが、2019年11月、創元推理文庫から武藤崇恵による新訳版（同叢書における第3ヴァージョンとなる）が刊行され、同版が2023年現在、新刊で唯一入手可能なヴァージョンとなっている。